# 558 Carmen
Az 558 Carmen egy a Naprendszer kisbolygói közül, amit Max Wolf fedezett fel 1905. február 9-én.